# Sciarasaga quadrata
Sciarasaga quadrata är en insektsart som beskrevs av Rentz, D.C.F. 1993. Sciarasaga quadrata ingår i släktet Sciarasaga och familjen vårtbitare. Inga underarter finns listade i Catalogue of Life.